# Irma Sztáray de Sztára et Nagymihály
 (janvier 2017).
Si vous disposez d'ouvrages ou d'articles de référence ou si vous connaissez des sites web de qualité traitant du thème abordé ici, merci de compléter l'article en donnant les références utiles à sa vérifiabilité et en les liant à la section « Notes et références ».
La comtesse Irma Sztáray de Sztára et Nagymihály  (10 juillet 1863 - 3 septembre 1940) a été la dame de compagnie de l'impératrice Élisabeth d'Autriche. La comtesse était la seule dame de compagnie de la souveraine quand celle-ci a été assassinée à Genève le 10 septembre 1898.

## Biographie
Irma Sztaray est l'un des sept enfants du comte Victor (1823+1879) et de la comtesse née Marie Török Szendrö (1835+1916). Son grand-père avait accompagné l'archiduchesse Marie-Antoinette à Versailles et avait dû la quitter pour retourner en Hongrie quand éclata la Révolution française.   
Toujours célibataire à l'âge de trente ans, elle succéda à la dame d'honneur préférée de l'impératrice, Marie Festetics de Tolna, dont la santé et l'âge ne permettaient plus de suivre l'impératrice dans ses pérégrinations et ses marches rapides. En effet, détestant la cour de Vienne et la noblesse allemande et tchèque, l'impératrice ne s'entourait plus que de Hongrois et se tenait éloignée de la cour, ne résidait qu'en Hongrie et voyageait aux quatre coins de l'Europe. Elle ne rejoignait que rarement sa famille dans la résidence d'été d'Ischl où, 45 ans plus tôt, l'empereur l'avait demandée en mariage. C'est ainsi que l'impératrice, sous le titre de comtesse de Hohenhembs, accompagnée de sa dame d'honneur - avec laquelle elle ne s'exprime qu'en hongrois - et d'un entourage réduit, débarqua à Genève le 9 septembre 1898 et se rendit à l'Hôtel Beau-Rivage où avait été préparée sa suite.
La souveraine, autrefois réputée pour sa beauté, portait toujours le deuil. Elle était profondément marquée par la mort tragique de son fils et voyageait incognito, sans escorte, dissimulant son visage derrière un large éventail, fuyant les journalistes et les curieux mais aussi les policiers chargés par l'empereur toujours bienveillant de veiller discrètement sur sa sécurité. Elle avait demandé à l'empereur de la rejoindre mais celui-ci accaparé par ses devoirs et notamment la préparation du jubilé d'or de son règne dont les festivités devaient se dérouler à la mi-septembre, avait décliné l'invitation.
Elizabeth était également très affectée par le décès tragique de son cousin, le roi Louis II de Bavière, retrouvé noyé dans le lac de Starnberg quelques jours après sa destitution douze années auparavant, et par celle non moins tragique mais héroïque de sa plus jeune sœur lors de l'incendie du Bazar de la Charité à Paris l'année précédente. 
De Genève, la « comtesse de Hohenhembs » devait se rendre au château de Pregny chez la baronne de Rotschild. Le baronne avait proposé son yacht personnel mais, soucieuse de son anonymat, l'impératrice avait décliné l'offre. 
Le 10 septembre en début d'après-midi, devant prendre le bateau de ligne Le Genève qui devait les ramener à Territet, la comtesse Sztaray suivait de près l'impératrice qui, toujours peu ponctuelle, marchait de son pas rapide sur le quai du Mont-Blanc quand un jeune homme venant en sens inverse bouscula la souveraine et lui donna un coup. D'après le témoignage de la comtesse, l'impératrice crut que  l'homme voulait lui voler sa montre et continua sa marche, monta sur le bateau qui largua les amarres. Soudain l'impératrice s'évanouit. Dévoilant l'identité de la voyageuse, la comtesse demanda du secours. On se permit de dégrafer le corsage de la souveraine pour s'apercevoir qu'elle avait été frappée par un objet contondant très fin déclenchant néanmoins une hémorragie. Le bateau fit demi-tour mais accosta trop tard au quai du Mont-Blanc : l'impératrice était morte.
La dépouille de l'impératrice fut transportée à l'Hôtel Beau-Rivage puis rapatriée à Vienne.   
Le 17 septembre, la comtesse reçut des mains de l'empereur l'ordre d'Élisabeth. Le souverain lui offrit également la robe que l'impératrice portait lors de sa mort.
En 1909, la comtesse Sztaray écrivit ses mémoires. Ayant survécu à la chute de la monarchie, elle mourut au début de la Seconde Guerre mondiale.

## Filmographie
- 2023 : Sisi & Ich de Frauke Finsterwalder avec Sandra Hüller dans le rôle de Irma[2].